# Liste der Monuments historiques in Saint-Hilaire (Allier)
Die Liste der Monuments historiques in Saint-Hilaire (Allier) führt die Monuments historiques in der französischen Gemeinde Saint-Hilaire auf.

## Liste der Bauwerke
| Bezeichnung    | Beschreibung              | Standort | Kennzeichnung | Schutzstatus | Datum | Bild           |
| -------------- | ------------------------- | -------- | ------------- | ------------ | ----- | -------------- |
| Kirche St-Loup | Erbaut im 12. Jahrhundert | (Lage)   | PA00093276    | Inscrit      | 2003  | weitere Bilder |

## Liste der Objekte
| Bezeichnung                                 | Beschreibung                        | Standort                     | Kennzeichnung | Schutzstatus | Datum | Bild |
| ------------------------------------------- | ----------------------------------- | ---------------------------- | ------------- | ------------ | ----- | ---- |
| Weihwasserbecken (Foto in der Base Palissy) | Stein, 15. Jahrhundert              | in der Kirche St-Loup (Lage) | PM03000441    | Classé       | 1918  |      |
| Taufbecken (Foto in der Base Palissy)       | Stein, 15. Jahrhundert              | in der Kirche St-Loup (Lage) | PM03000442    | Classé       | 1918  |      |
| Glocke                                      | Bronze, im 18. Jahrhundert gegossen | in der Kirche St-Loup (Lage) | PM03000443    | Classé       | 1918  |      |